# Stolarzówka (łąka)
Stolarzówka – duża polana w Pieninach. Należy do Krościenka nad Dunajcem w województwie małopolskim, w powiecie nowotarskim. Znajduje się na opadającym ku północy stoku poniżej Bajkowego Gronia, po lewej stronie żółtego szlaku z Krościenka na Przełęcz Szopka.

## Opis polany
Polana ma długość 0,5 km, szerokość 100 m i powierzchnię 5,5 ha. Jest to typowa pienińska łąka z ciepłolubną roślinnością. Aby nie dopuścić do zarośnięcia jej lasem jest koszona pod koniec lipca. Od dawna prowadzi się na niej badania naukowe nad sukcesją ekologiczną.
Stolarzówka w całości znajduje się na obszarze Pienińskiego Parku Narodowego i jest własnością Skarbu Państwa. Tuż poniżej niej jest łąka Niżnie Doliny, a po drugiej stronie szlaku turystycznego Wyżnie Doliny.

## Przyroda
Barbara Gumińska w 1992 r. pisała: Najcenniejsza łąka i zasługująca na najbardziej troskliwą ochronę. Szczególnie bogaty skład gatunkowy rodzaju Hygrocybe jest tu czymś wyjątkowym. Opisano występowanie na Stolarzówce 90 gatunków grzybów wielkoowcnikowych, w tym 18 gatunków wilgotnic (Hygrocybe). Wśród grzybów chronionych w 2020 r. zanotowano występowanie na tej polanie gatunków: stożkownica czapeczkowata Porpolomopsis calyptriformis, wilgotnica cytrynowozielonawa Hygrocybe citrinovirens, wilgotnica włoska Hygrocybe reidii, wilgotnica zasadowa Hygrocybe ingrata, wśród grzybów rzadkich i ginących znaleziono także wilgotnicę ostrostożkowatą (Hygrocybe acutoconica), wilgotnicę wypukłą (Hygrocybe quieta), Hygrocybe littoralis, goździeńca przydymionego (Clavaria fumosa), dzwonkówkę brodawkowatą (Entoloma papillatum), wilgotnicę czapeczkowatą (Porpolomopsis calyptriformis), Hygrocybe murinacea, purchawkę łatkowatą (Lycoperdon mammiforme), goździeniowca mącznego (Clavulinopsis corniculata), goździeniowca miodowego (Clavulinopsis helvola), koralownika białawego (Ramariopsis kunzei).
Na Stolarzówce w przeszłości stwierdzono występowanie aż 10 gatunków storczyków. W latach 1986–1988 potwierdzono występowanie storczyka samczego Orchis morio, kukułki bzowej Dactylorhiza sambucina, storczycy kulistej Traunsteinera globosa i mieszańca, Dactylorhiza x rupertii. Świadczy to o nadal dużym bogactwie gatunkowym tej łąki, na większości łąk i polan pienińskich storczyki bowiem już wyginęły, lub występuje ich tylko jeden lub dwa gatunki.

## Szlaki turystyczne
– z Krościenka przez Bajków Groń i polanę Wyrobek na przełęcz Szopka. Czas przejścia: 1:40 h, ↑ 1:10 h